# 新房昭之
新房 昭之（しんぼう あきゆき、1961年9月27日 - ）は、日本のアニメ監督、アニメ演出家、元アニメーター、作画監督。福島県伊達郡桑折町出身。血液型O型。別名義として「帆村壮二」「椎谷太志」「Magica Quartet」などがある。

## 作風
構成作家としては、原作のあるアニメを手掛ける際には「原作者の言いたい事柄は原作者にしか分からない」「原作者が考えていることをそのままアニメにするのではなくて、あくまでも原作のファンが見たいと思えるようなアニメを作る」「原作者がファンの為に直々に作った様な構成にする」という考えから原作者を脚本会議に同伴させることを心がけている。映像作家としては、
- 奥行きのない平面構成を基本としたレイアウト
- 赤や黒を基調とし極端にコントラストをつけた奇抜な色遣い
- カットごとのアスペクト比の変形
- あおり構図
- 十字架やステンドグラス・石像などのシンボリックな小物
- 文字カット・実写・色ベタの挿入
- 人物とカメラの間に斜めの画面、光のハレーション、カメラと人物の間に机などを配置
- 作画による細かいカメラワーク

を特徴とする。
また、『月詠 -MOON PHASE-』前後の作品からは、
- 作画の動きより細かいカット割りを重視した編集
- 実制作は主に自身の信頼のおけるスタッフに任せ、新房自身は絵コンテチェックや修正を中心に行う

を特徴とする。これはスケジュールの都合でレイアウトの修正に手を回すことができない作画監督への配慮であり、「他の人がもっと面白いことをやってくれるのではないか」という期待からなる方針である。意識的に上記の作風を利用し始めたのは「『月詠 -MOON PHASE-』を制作した時から」とのこと。スタッフのアイデアを入れていったものでそんなに自分の手を入れていないことでバランスが良いとして、『ぱにぽにだっしゅ!』をTVシリーズにおける自分の代表作としている。
- 随所に細かいネタを仕込む独特な演出が多い[7]。尾石達也曰く「変なことをやるのが大好き」[8]。
- シャフト作品においてはキャラクターが独特の角度で首を傾ける演出が多く見られる。この演出は、ファンから「シャフ度」と呼ばれている[9]。始めた理由として「男性が現実で『ジョジョの奇妙な冒険』『北斗の拳』等のアクション漫画にある様なポーズをしながら振り向くとあの角度になる。女性は意外と真っ直ぐに物を見ていなくて、頭が傾いていたり相手に目線を合わせていない事が多い。それをリアルに表現したい」「キャラクターが棒立ちになるのが嫌で、普通に立っている画から外したい」と話している[10]。
- 最初はデジタルアニメは嫌だったが、使ってみると面白く、美少女ゲーム好きの大沼心がパソコンを得意としていたこともありシャフトではデジタルを活用した作風を確立した[11][12]。

## 来歴
東京デザイナー学院（現東京デザイナーアカデミー）卒業後、制作会社を経て、アニメーターとしてスタジオとめに入社。同期に山下将仁などがいた。友人であった漫画家の高橋和希と共にスタジオワンパターンへ遊びに来て、以後参加するようになる。一時期カナメプロダクションにも在籍していた。
1990年の『からくり剣豪伝ムサシロード』第4話「リョーマは一人風の中だス」で初の演出を手掛け、『幽☆遊☆白書』や『NINKU -忍空-』など、スタジオぴえろ（現・ぴえろ）作品で演出を担当。『幽☆遊☆白書』第58話「究極奥義!ほえろ黒龍波」と第74話「テリトリーを打ちやぶれ!!」は一部のアニメ関係者から一目置かれていたらしく、日本ビクター（現・フライングドッグ）のプロデューサー尾留川宏之が偶然にも第74話を観て彼の演出に惚れ込み、1994年の『メタルファイター♥MIKU』で監督の依頼をされる。これが彼の監督デビュー作である。その後、しばらくは地上波テレビアニメシリーズの監督業からは遠ざかり、『新・破裏拳ポリマー』・『てなもんやボイジャーズ』などのOVA作品を中心に手掛けていた。『それゆけ!宇宙戦艦ヤマモト・ヨーコ』はOVAシリーズ・テレビアニメシリーズ共に監督として手掛けている。
2004年に『コゼットの肖像』（童夢）、『魔法少女リリカルなのは』（セブン・アークス）、『月詠 -MOON PHASE-』（シャフト）の3作品を一挙に担当。2005年以降はシャフトを制作拠点としており、同社制作作品を中心とした活動を行っている。一時期は大変作品数が多く自身の監督した作品が1クールに2作品放送されることもあった。
2011年、『魔法少女まどか☆マギカ』で『文化庁メディア芸術祭アニメーション部門』大賞を受賞し、2015年の『SUGOI JAPAN Award』でもグランプリを受賞。『ニュータイプアニメアワード2011』では監督賞を受賞し、2012年『東京アニメアワード2012』でも監督賞を受賞した。

## 人物像
映画監督である市川崑のファンであり、『てなもんやボイジャーズ』のエンディングテーマに市川監修のTVドラマ『木枯し紋次郎』の主題歌「だれかが風の中で」のカバー曲（作詞は市川夫人の和田夏十）を使用したり、『俗・さよなら絶望先生』第11話「黒い十二人の絶望少女／今月今夜この月が僕の涙で曇りますように」では『犬神家の一族』や『黒い十人の女』といった市川作品のパロディが登場したりするなど、新房作品の随所に市川作品に対するオマージュが見られる。五社英雄の『ジキルとハイド』など映画監督が撮っていた頃のテレビドラマも好きという。
『魔法少女まどか☆マギカ』での音楽はダリオ・アルジェントの『サスペリア』を意識していると発言。邦画では構図が特徴的な作品を好む傾向があるとしている。
自身の根底には『デビルマン』があるとし「自分たちの世代は『デビルマン』の世界からなかなか離れられない。不動明と飛鳥了の関係に持っていきたくなるんです。」と語っている。
小黒祐一郎によると、「のんびりした方で、作られる作品とは随分と印象が違う。それと、彼はちょっとシャイなところがあって、雑誌などに写真が載るのが嫌なのだそうだ。」とのこと。『幽☆遊☆白書』の頃から新房を追っていた小黒ですら経歴を知らなかった。そのためかシャフト時代からは文章以外で登場することが無い。イベントにも出ない。代わりに大沼心らが出席して「新房監督の来ない新房監督作品特集」なるイベントが行われたこともある。先入観を避けるため声優のオーディションにも行かない。
『魔法少女まどか☆マギカ』でプロデューサーを務めた岩上敦宏は「プロデューサーとしても新房さんに相当影響を受けていると思っています。視聴者や観客の方にどう作品を見てもらうかまで含めて、非常によく考えている方です。プロデューサー的な視点を持っていると言っていいと思います。」と語っている。

## 主な参加作品

### テレビアニメ
| 開始年 | タイトル                                 | 監督   | その他の役割                          | 注記                                                                                      |
| ------ | ---------------------------------------- | ------ | ------------------------------------- | ----------------------------------------------------------------------------------------- |
| 1985年 | ダーティペア                             | No     | 第18話：原画                          |                                                                                           |
| 1985年 | ゲゲゲの鬼太郎 (3作目)                   | No     | 原画                                  |                                                                                           |
| 1989年 | 青いブリンク                             | No     | 原画                                  |                                                                                           |
| 1989年 | 美味しんぼ                               | No     | 原画                                  |                                                                                           |
| 1990年 | からくり剣豪伝ムサシロード               | No     | 絵コンテ・演出・作画監督              | -1991年                                                                                   |
| 1992年 | 丸出だめ夫                               | No     | 演出                                  |                                                                                           |
| 1992年 | 幽☆遊☆白書                               | No     | 絵コンテ・演出                        | -1994年                                                                                   |
| 1993年 | 恐竜惑星                                 | No     | 演出                                  |                                                                                           |
| 1994年 | モンタナ・ジョーンズ                     | No     | 演出                                  |                                                                                           |
| 1994年 | メタルファイター♥MIKU                    | Yes    | 絵コンテ・演出                        |                                                                                           |
| 1995年 | NINKU -忍空-                             | No     | 演出                                  |                                                                                           |
| 1996年 | みどりのマキバオー                       | No     | 演出                                  |                                                                                           |
| 1996年 | 快傑ゾロ                                 | No     | 絵コンテ・演出                        |                                                                                           |
| 1996年 | セイバーマリオネットJ                    | No     | OP・EDアディレクター                  | オープニング・エンディングアニメーションディレクター                                      |
| 1998年 | セイバーマリオネットJtoX                 | No     | 絵コンテ                              |                                                                                           |
| 1999年 | それゆけ!宇宙戦艦ヤマモト・ヨーコ        | Yes    | 絵コンテ                              |                                                                                           |
| 2001年 | The Soul Taker 〜魂狩〜                  | Yes    | 絵コンテ・演出                        | 第2話と第5話の絵コンテは帆村壮二のペンネームによるもの 第13話の演出はノンクレジットだった |
| 2004年 | 魔法少女リリカルなのは                   | Yes    |                                       |                                                                                           |
| 2004年 | 月詠 -MOON PHASE-                        | 総監督 | 絵コンテ                              |                                                                                           |
| 2005年 | ぱにぽにだっしゅ!                        | Yes    |                                       |                                                                                           |
| 2006年 | ネギま!?                                 | Yes    |                                       |                                                                                           |
| 2007年 | ひだまりスケッチ                         | 総監督 | 絵コンテ                              | 絵コンテペンネームは帆村壮二、椎谷太志                                                    |
| 2007年 | さよなら絶望先生                         | Yes    |                                       |                                                                                           |
| 2007年 | ef - a tale of memories.                 | No     | 監修                                  |                                                                                           |
| 2008年 | 【俗・】さよなら絶望先生                 | Yes    |                                       |                                                                                           |
| 2008年 | ひだまりスケッチ×365                     | Yes    | 絵コンテ                              | 絵コンテペンネームは帆村壮二                                                              |
| 2008年 | ef - a tale of melodies.                 | No     | 監修                                  |                                                                                           |
| 2009年 | まりあ†ほりっく                          | Yes    |                                       |                                                                                           |
| 2009年 | 夏のあらし!                              | Yes    |                                       |                                                                                           |
| 2009年 | 化物語                                   | Yes    | シリーズ構成                          |                                                                                           |
| 2009年 | 【懺・】さよなら絶望先生                 | Yes    | シリーズ構成                          |                                                                                           |
| 2009年 | 夏のあらし! 〜春夏冬中〜                 | Yes    |                                       |                                                                                           |
| 2010年 | ダンス イン ザ ヴァンパイアバンド        | Yes    |                                       |                                                                                           |
| 2010年 | ひだまりスケッチ×☆☆☆                     | Yes    | 絵コンテ                              | 絵コンテペンネームは進藤里子                                                              |
| 2010年 | 荒川アンダー ザ ブリッジ                 | Yes    |                                       |                                                                                           |
| 2010年 | 荒川アンダー ザ ブリッジ×ブリッジ        | Yes    |                                       |                                                                                           |
| 2010年 | それでも町は廻っている                   | 総監督 |                                       |                                                                                           |
| 2011年 | 魔法少女まどか☆マギカ                    | Yes    | 原作                                  | 原作※Magica Quartetの一員として                                                           |
| 2011年 | 電波女と青春男                           | 総監督 | アバン絵コンテ                        | 第12話のアバン絵コンテは新房ノンクレジット                                                |
| 2011年 | まりあ†ほりっく あらいぶ                 | 総監督 |                                       |                                                                                           |
| 2011年 | アスタロッテのおもちゃ!                  | No     | 構成協力                              |                                                                                           |
| 2012年 | 偽物語                                   | Yes    | シリーズ構成                          |                                                                                           |
| 2012年 | ひだまりスケッチ×ハニカム                | Yes    |                                       |                                                                                           |
| 2012年 | 猫物語（黒）                             | 総監督 | シリーズ構成                          |                                                                                           |
| 2013年 | ささみさん@がんばらない                  | Yes    |                                       |                                                                                           |
| 2013年 | 〈物語〉シリーズ セカンドシーズン        | 総監督 | シリーズ構成                          |                                                                                           |
| 2014年 | ニセコイ                                 | 総監督 | シリーズ構成                          |                                                                                           |
| 2014年 | メカクシティアクターズ                   | 総監督 |                                       |                                                                                           |
| 2014年 | 憑物語                                   | 総監督 | シリーズ構成                          |                                                                                           |
| 2015年 | 幸腹グラフィティ                         | 総監督 |                                       |                                                                                           |
| 2015年 | ニセコイ:                                | 総監督 | シリーズ構成                          |                                                                                           |
| 2015年 | 終物語                                   | 総監督 | シリーズ構成                          |                                                                                           |
| 2016年 | 3月のライオン                            | Yes    | シリーズ構成                          |                                                                                           |
| 2018年 | Fate/EXTRA Last Encore                   | 総監督 |                                       |                                                                                           |
| 2019年 | 続・終物語                               | Yes    | シリーズ構成                          |                                                                                           |
| 2020年 | マギアレコード 魔法少女まどか☆マギカ外伝 | No     | アニメーション スーパーバイザー・原作 | -2022年 原作※Magica Quartetの一員として                                                   |
| 2021年 | 美少年探偵団                             | 総監督 | シリーズ構成                          |                                                                                           |
| 2024年 | 〈物語〉シリーズ オフ&モンスターシーズン | 総監督 | シリーズ構成・絵コンテ                | 絵コンテペンネームは東冨耶子                                                              |

### 劇場アニメ
| 開始年 | タイトル                                           | 監督   | その他の役割     | 注記                            |
| ------ | -------------------------------------------------- | ------ | ---------------- | ------------------------------- |
| 1985年 | 戦国魔神ゴーショーグン                             | No     | 原画             | ノンクレジット                  |
| 1991年 | うる星やつら いつだってマイ・ダーリン              | No     | 原画             |                                 |
| 1995年 | NINKU -忍空-                                       | No     | 演出             |                                 |
| 2011年 | 劇場版 魔法先生ネギま! ANIME FINAL                 | Yes    | 構成             |                                 |
| 2012年 | 劇場版 魔法少女まどか☆マギカ [前編] 始まりの物語   | 総監督 | 劇場版構成・原作 | 原作※Magica Quartetの一員として |
| 2012年 | 劇場版 魔法少女まどか☆マギカ [後編] 永遠の物語     | 総監督 | 劇場版構成・原作 | 原作※Magica Quartetの一員として |
| 2013年 | 劇場版 魔法少女まどか☆マギカ [新編] 叛逆の物語     | 総監督 | 原作             | 原作※Magica Quartetの一員として |
| 2016年 | 傷物語〈I 鉄血篇〉                                 | 総監督 | 脚本構成         |                                 |
| 2016年 | 傷物語〈II 熱血篇〉                                | 総監督 | 脚本構成         |                                 |
| 2017年 | 傷物語〈III 冷血篇〉                               | 総監督 | 脚本構成         |                                 |
| 2017年 | 打ち上げ花火、下から見るか? 横から見るか?          | 総監督 |                  |                                 |
| 2024年 | 傷物語 -こよみヴァンプ-                            | No     | 企画協力         |                                 |
| 2026年 | 劇場版 魔法少女まどか☆マギカ〈ワルプルギスの廻天〉 | 総監督 | 原作             | 原作※Magica Quartetの一員として |

### OVA
| 開始年 | タイトル                                                       | 監督   | その他の役割                      | 注記                                         |
| ------ | -------------------------------------------------------------- | ------ | --------------------------------- | -------------------------------------------- |
| 1988年 | クライング フリーマン                                          | No     | 原画                              |                                              |
| 1989年 | バオー来訪者                                                   | No     | 原画                              |                                              |
| 1991年 | うる星やつら 乙女ばしかの恐怖                                  | No     | 原画                              |                                              |
| 1992年 | 東京BABYLON                                                    | No     | 原画                              |                                              |
| 1993年 | 永遠のフィレーナ                                               | No     | 演出・作画監督                    |                                              |
| 1995年 | 銀河お嬢様伝説ユナ 哀しみのセイレーン                          | Yes    | 絵コンテ                          |                                              |
| 1995年 | 魔物ハンター妖子2                                              | Yes    | 絵コンテ                          |                                              |
| 1996年 | 卒業M E.M.U MUSIC VIDEO                                        | Yes    |                                   | アニメパート監督                             |
| 1996年 | お嬢様捜査網                                                   | Yes    |                                   |                                              |
| 1996年 | 新破裏拳ポリマー                                               | Yes    | 絵コンテ・演出                    | -1997年 絵コンテ・演出はノンクレジットだった |
| 1996年 | 銀河お嬢様伝説ユナ 深闇のフェアリィ                            | Yes    |                                   |                                              |
| 1996年 | それゆけ!宇宙戦艦ヤマモト・ヨーコ                              | Yes    | 絵コンテ                          | -1997年                                      |
| 1997年 | またまたセイバーマリオネットJ                                  | No     | OPビジュアルコンセプト OP絵コンテ |                                              |
| 1997年 | それゆけ!宇宙戦艦ヤマモト・ヨーコII                            | Yes    | 演出                              |                                              |
| 1997年 | でたとこプリンセス                                             | Yes    |                                   |                                              |
| 1997年 | 支配者の黄昏 TWILIGHT OF THE DARK MASTER                       | Yes    |                                   |                                              |
| 1999年 | てなもんやボイジャーズ                                         | Yes    | 絵コンテ・演出                    | 絵コンテ・演出はノンクレジットだった         |
| 2002年 | とらいあんぐるハート〜Sweet Songs Forever〜 サウンドステージVA | No     | 演出                              |                                              |
| 2002年 | 殺し屋1 THE ANIMATION EPISODE.0                                | No     | 絵コンテ                          | 絵コンテペンネームは帆村壮二                 |
| 2002年 | アンバランス                                                   | Yes    |                                   | ペンネームは南澤十八                         |
| 2002年 | BLOOD ROYAL                                                    | Yes    |                                   | ペンネームは南澤十八                         |
| 2002年 | 清純看護学院 新人ナース"祐未"恥虐の看護実習                    | Yes    |                                   | -2003年 ペンネームは南澤十八                 |
| 2003年 | 旅館白鷺                                                       | Yes    |                                   | -2004年 ペンネームは南澤十八                 |
| 2003年 | 誘惑                                                           | Yes    |                                   | ペンネームは南澤十八                         |
| 2003年 | とらいあんぐるハート 〜Sweet Songs Forever〜                   | Yes    |                                   |                                              |
| 2004年 | コゼットの肖像                                                 | Yes    | 絵コンテ・演出                    | 絵コンテ・演出はノンクレジットだった         |
| 2006   | ネギま!?春                                                     | 総監督 | 絵コンテ                          | 絵コンテはノンクレジットだった               |
| 2006   | ネギま!?夏                                                     | 総監督 |                                   |                                              |
| 2008年 | 魔法先生ネギま! 〜白き翼 ALA ALBA〜                            | 総監督 |                                   | -2009年                                      |
| 2008年 | 獄・さよなら絶望先生                                           | Yes    | シリーズ構成                      |                                              |
| 2009年 | 魔法先生ネギま! 〜もうひとつの世界〜                           | 総監督 |                                   | -2010年                                      |
| 2009年 | 懺・さよなら絶望先生 番外地                                    | Yes    | シリーズ構成                      |                                              |
| 2011年 | かってに改蔵                                                   | 総監督 |                                   |                                              |
| 2013年 | ひだまりスケッチ 沙英・ヒロ 卒業編                             | 総監督 |                                   |                                              |
| 2015年 | ニセコイ                                                       | 総監督 | シリーズ構成                      | -2016年                                      |
| 2016年 | クビキリサイクル 青色サヴァンと戯言遣い                        | 総監督 | シリーズ構成                      | -2017年                                      |

### ゲーム
- 麻雀ハイパーリアクション（1995年、OPアドバイザー）
- メタルファイター・MIKU（1995年、演出監修）
- ありす in Cyberland（1996年、アニメーション監督）
- タツノコファイト（2000年、ムービー監督・絵コンテ・演出）
- THE GOD OF DEATH（2005年、OP絵コンテ）
- Fate/EXTRA CCC（2013年、OPディレクター・絵コンテ）

### その他
- 新・光神話 パルテナの鏡（2012年、監督）※ニンテンドービデオ（ニンテンドー3DS）で配信の短編アニメーション
- 掟上今日子の備忘録×〈物語〉シリーズ コラボCM（2015年、絵コンテ）
- 暦物語（2016年、総監督・シリーズ構成） - iOS、Android向けアプリで配信の短編アニメーション
- 『かくしごと』 1巻 アニメPV（2016年、絵コンテ）
- 漫画『化物語』シャフト制作特別PV (2022年、監督・絵コンテ)

## 参考書籍
- 新房, 昭之 (2012). 新房語. 一迅社. ISBN 978-4758012591